# Lassie (serie televisiva 1997)
Lassie è una serie tv canadese trasmessa dal 1997 al 1999 sul canale YTV in Canada, mentre negli Stati Uniti d'America fu trasmessa su Animal Planet.

## Trama
La storia narra delle avventure di Timmy Cabot e sua madre, del loro trasferimento ad Hudson Falls (dove la donna trova lavoro come veterinaria) e del loro incontro con Lassie.

## Episodi
| Stagione         | Episodi | Prima TV USA | Prima TV Italia |
| ---------------- | ------- | ------------ | --------------- |
| Prima stagione   | 26      | 1997-1998    |                 |
| Seconda stagione | 25      | 1998-1999    |                 |

## Personaggi e interpreti
- Karen Cabot, interpretata da Susan Almgren.
- Timmy Cabot, interpretato da Corey Sevier.
- Ethan Bennet, interpretato da Tim Post.
- Donald Stewart, interpretato da Walter Massey.
- Jeff Mackenzie, interpretato da Tod Fennell.
- Natalie, interpretata da Nathalie Vansier.
- Jay Mack Mackenzie, interpretato da Al Vandecruys.
- Hank, interpretato da Chip Chuipka.
- Howard è Lassie, un discendente del cane che aveva interpretato Lassie in Torna a casa, Lassie!, Pal.